# Toda (miasto)
Toda (jap. 戸田市 Toda-shi) – miasto w Japonii, w prefekturze Saitama, na wyspie Honsiu. Ma powierzchnię 18,19 km². W 2020 r. mieszkało w nim 140 868 osób, w 64 129 gospodarstwach domowych  (w 2010 r. 123 017 osób, w 54 638 gospodarstwach domowych).